# Lijst van gambieten
Een gambiet is bij het schaken een opening waarin een speler vroeg of laat materiaal offert. Hieronder volgt een totaaloverzicht van de gambieten. Voor een overzicht van gambieten per type schaakopening zie:
- gambieten in open spelen
- gambieten in halfopen spelen
- gambieten in gesloten spelen
- gambieten in halfgesloten spelen
- gambieten in flankspelen

## A
Adamsgambiet - Alapingambiet - Albingambiet - Albintegengambiet - Aljechingambiet - Allgaiergambiet - Amerikaans gambiet - Anderssengambiet - Anti-Meranergambiet

## B
Balanelgambiet - Basmangambiet - Baurlegambiet - Beiersgambiet - Belgradogambiet - Bellongambiet - Benkogambiet - Ben-Onigambiet - Bernsteingambiet - Birminghamgambiet - Blackburnegambiet - Blackmar-Diemergambiet - Blumenfeld-tegengambiet - Boedapestgambiet - Boehnkegambiet - Bogoljoebovgambiet - Botwinnikgambiet - Brentanogambiet - Breyergambiet - Bückergambiet - Bullockusgambiet - Buschgambiet

## C
Cambridgegambiet - Canalgambiet - Calabresengambiet - Carlsongambiet - Carogambiet - Catalaansgambiet - Chatardgambiet - Chepukaltesgambiet - Cholmovgambiet - Cochranegambiet - Cordelgambiet - Cunninghamgambiet

## D
aangenomen damegambiet - klassiek damegambiet - geweigerd damegambiet - Damianogambiet - Davenportgambiet - Deens gambiet - Deutzgambiet - Dilworthgambiet - Doughertygambiet - drie pionnen gambiet - Duhmgambiet - Duyngambiet

## E
Engelsgambiet - Englundgambiet - Ericsongambiet - Euwegambiet - Evansgambiet

## F
Fajarowiczgambiet - Falkbeertegengambiet - Flohrgambiet - Fredgambiet - Fried-Foxgambiet - Fromgambiet - Fuhrergambiet

## G
Ghulamgambiet - Gianutiogambiet - Gibbongambiet - Göringgambiet - Grecogambiet - Grobgambiet - Grunfeldgambiet - Gunderamgambiet - Gusevgambiet

## H
Halaszgambiet - Hansteingambiet - Hartlaubgambiet - Heingambiet - Herrströmgambiet - Hickmangambiet - Hinrichsengambiet - Hobbsgambiet - Hollands gambiet - Holthuisgambiet - Hübschgambiet

## I
IJslandgambiet - Italiaans gambiet

## J
Jaenischgambiet (Spaans) - Jaenischgambiet op c4 - Janzengambiet - Jeromegambiet

## K
Kádasgambiet - Kasparovgambiet - Kavalekgambiet - Keenegambiet - Keidanskygambiet - O'Kellygambiet - Keoni-Hivagambiet - Kieseritzkygambiet - klassiek damegambiet - Klüvergambiet - Koningsgambiet - Kosticgambiet - Krausegambiet - Krogiusgambiet - Kuningambiet

## L
Labourdonnaisgambiet - Lancgambiet - Landstrassegambiet - Langegambiet - Lemberger-tegengambiet - Lemberggambiet - Lettischgambiet - Lisitsjingambiet - Lilienfischgambiet - Lohngambiet - Lolligambiet - lopergambiet - Lopez Rousseaugambiet - Lundingambiet

## M
MacDonnellgambiet - Manhattangambiet - Mannheimgambiet - Marshallgambiet - Masongambiet - Matinovskygambiet - Mayetgambiet - Meybohmgambiet - middengambiet - Miesesgambiet - Mikenasgambiet - Milesgambiet - Milner-Barrygambiet - Morphygambiet - Morragambiet - Morrisgambiet - Mujannahgambiet - Muziogambiet

## N
Nimzowitschgambiet - Noagambiet - Noords gambiet - Nordwaldegambiet - Nowukunskigambiet

## O
Oberndorfergambiet - Olifantgambiet - Omahagambiet - Omegagambiet -Orthoschnappgambiet - Oshimagambiet - Oxfordgambiet

## P
Panteldakis-tegengambiet - Parijsgambiet - Pernaugambiet - Peruaans gambiet - Pfeiffergambiet - Philidorgambiet - Piercegambiet - Poleriogambiet - Polugajewskigambiet - Ponzianigambiet - Pools gambiet

## Q
Quadegambiet

## R
Rasa-Studiergambiet - Relfssongambiet - Ricegambiet - Ringelbachgambiet - Riogambiet - Romanishingambiet - Roschergambiet - Rosentretergambiet - Rossgambiet - Rubinsteingambiet - Ruisdonkgambiet

## S
Sankt Georgegambiet - Sayewagambiet - Schalloppgambiet - Schara-Henniggambiet - Schifflergambiet - Schliemanngambiet - Schnitzlergambiet - Schots gambiet - Schulzgambiet - Silberschmidtgambiet - Slavisch gambiet - Sokolskygambiet - Sollergambiet - Sørensengambiet (Frans) - Sørensengambiet (Midden) - Spaans gambiet - Spaans middengambiet - Spielmanngambiet - Staffordgambiet - Stauntongambiet - Steinitzgambiet - Steinlachgambiet

## T
Talgambiet - Tarraschgambiet - Tennisongambiet - Ticulatgambiet - Traxlertegengambiet - Tschigoringambiet - Tübingergambiet

## U
Ulvestadgambiet - Ulyssesgambiet

## V
Vleugelgambiet - Von Henniggambiet - Vukovicgambiet

## W
Webergambiet - Weens gambiet - Williamsgambiet - Winawertegengambiet - Winckelmanngambiet - Wolgagambiet

## Z
Zwitsers gambiet - Zilbermintzgambiet